# Hossein Rezazadeh
Hossein Rezazadeh (persky حسین رضازاده‎, * 12. května 1978 Ardabíl) je íránský vzpěrač ázerbájdžánského původu, olympijský vítěz v supertěžké váze v letech 2000 a 2004. Na začátku kariéry vážil 133 kg, na konci 163 kg. V jeho rodném Ardabílu je po něm pojmenovaná sportovní hala. V červnu 2013 byl zvolen do zastupitelstva Teheránu.
- Mistr světa ve vzpírání: 2002, 2003, 2005, 2006
- Olympijský vítěz: 2000, 2004
- Vítěz Asijských her: 2002, 2006
- Íránský sportovec roku: 2001, 2003, 2004, 2006